# Dayah Panjoe
Dayah Panjoe is een bestuurslaag in het regentschap Bireuen van de provincie Atjeh, Indonesië. Dayah Panjoe telt 501 inwoners (volkstelling 2010).